# Villeneuve-Saint-Germain
Pour les articles homonymes, voir Villeneuve et Saint-Germain.
Villeneuve-Saint-Germain est une commune française située dans le département de l'Aisne en région Hauts-de-France.
Villeneuve-Saint-Germain a mis son empreinte dans le domaine archéologique en donnant son nom au groupe de Villeneuve-Saint-Germain, une culture du Néolithique ancien.

## Géographie

### Situation
Située à 110 km au nord-est de Paris, Villeneuve-Saint-Germain est limitrophe de la commune de Soissons qui se trouve immédiatement à l'ouest du village. Reims est à 57 km en direction est-sud-est.
Soissons et Villeneuve-Saint-Germain sont séparées par la butte du Moulin, mais le territoire de Villeneuve inclut dans sa pointe ouest deux faubourgs de Soissons : Saint-Germain, quartier situé au bord de l'Aisne et dont Villeneuve tire une partie de son nom, et le faubourg de Reims au sud de Saint-Germain.

### Relief
La commune est essentiellement un fond de vallée plat marqué au sud - sud-ouest du bourg par la Butte du Moulin, une colline culminant à 94 m. Le village est situé au pied du flanc nord de cette butte. Hors cette dernière, l'altitude varie entre 42 m dans la boucle de l'Aisne au nord de la commune, et 61 m au sud.

### Transports et déplacements

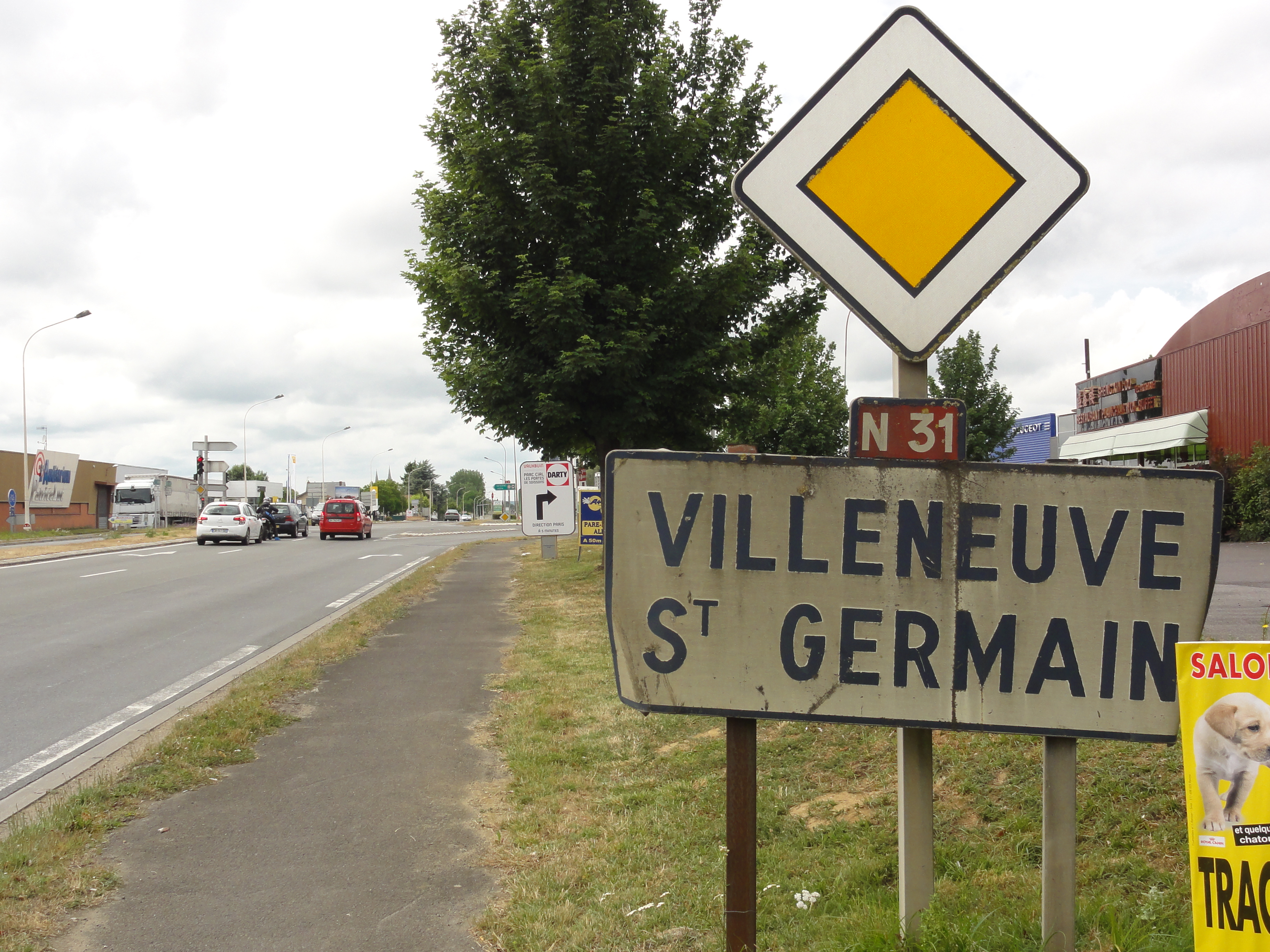
Entrée de Villeneuve par la N 31.

Le réseau routier est dominé par deux grands axes qui se croisent en limite sud de commune.
La RN 2 traverse la commune sur presque 2 km, en ligne droite vers le nord-est. La RN 2 reprend pour l'essentiel de son trajet l'ancienne « route des Flandres », mais celle-ci passait au cœur de la ville de Soissons et la section de RN 2 qui traverse Villeneuve fait partie de la dérivation routière qui contourne le centre de Soissons. Cette route est à 4 voies sur environ 740 m dans le sud de la commune ; en limite sud de commune se trouve l'échangeur entre la RN 2 et la RN 31, qui fait partie du grand contournement de Paris et relie Rouen à Reims,.
La station la plus proche est celle de Soissons, desservie par le TER Picardie (Paris - Laon) et située sur la ligne de La Plaine à Hirson et Anor (frontière), desservie par des trains TER Hauts-de-France, express et omnibus, qui effectuent des missions entre les gares : de Crépy-en-Valois et de Laon ; de Paris-Nord et de Laon.
La ligne de Soissons à Givet se dirige vers Reims à l'est.
L'aéroport le plus proche est celui de Roissy Charles-de-Gaulle, situé à 76 km par la route. Aucune desserte n'est directement possible par le rail, mais un service de navettes (bus) existe quotidiennement au départ et à destination de Soissons.
L'aérodrome de Soissons - Courmelles (code OACI : LFJS) est situé sur Courmelles au sud de Soissons, en bordure de la RN 2, à 5 km de Villeneuve. Il est le centre d'activité du club Les Ailes Soissonnaises.

### Communes limitrophes

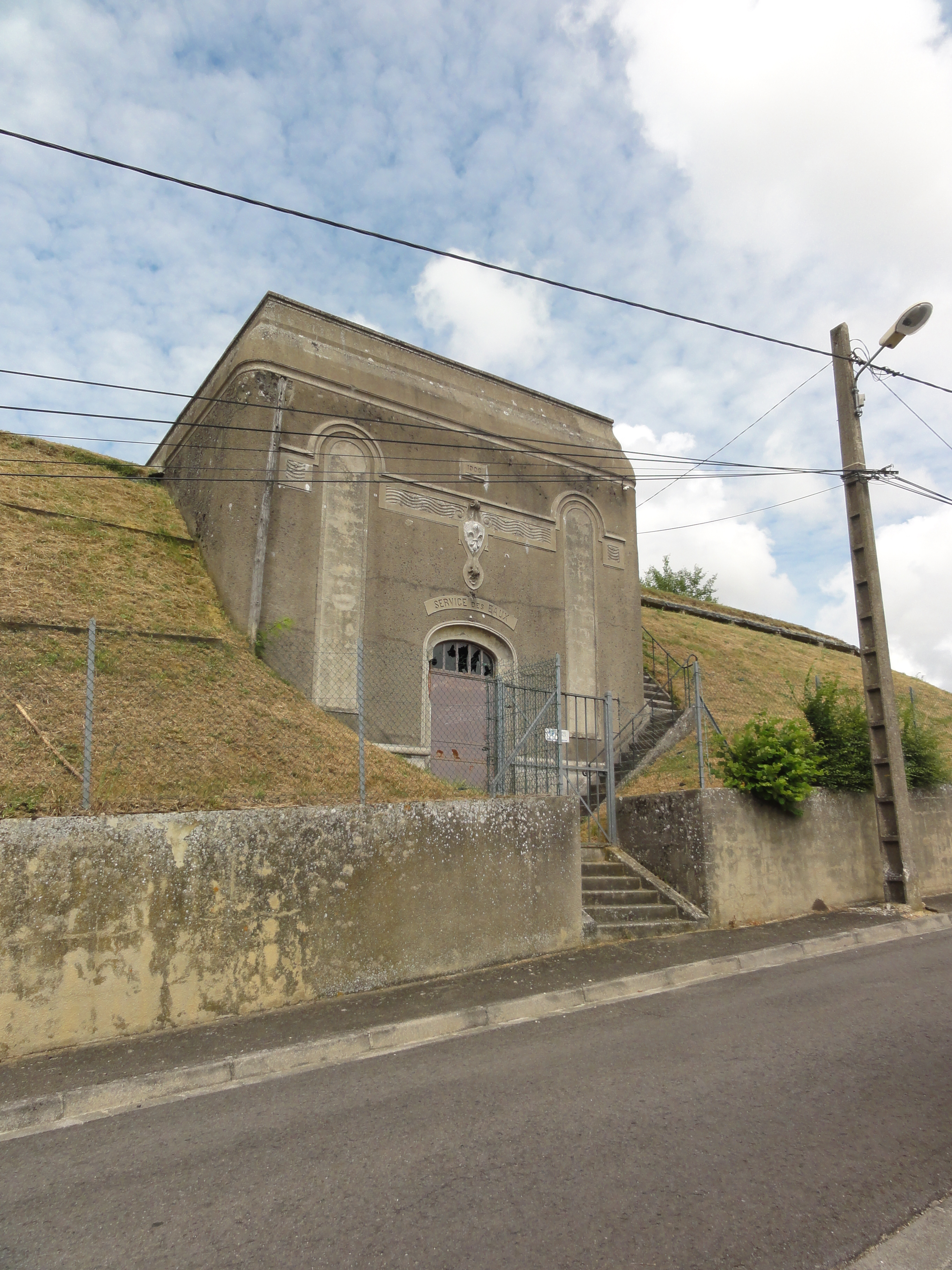
Le château-d'eau dans la ville haute.
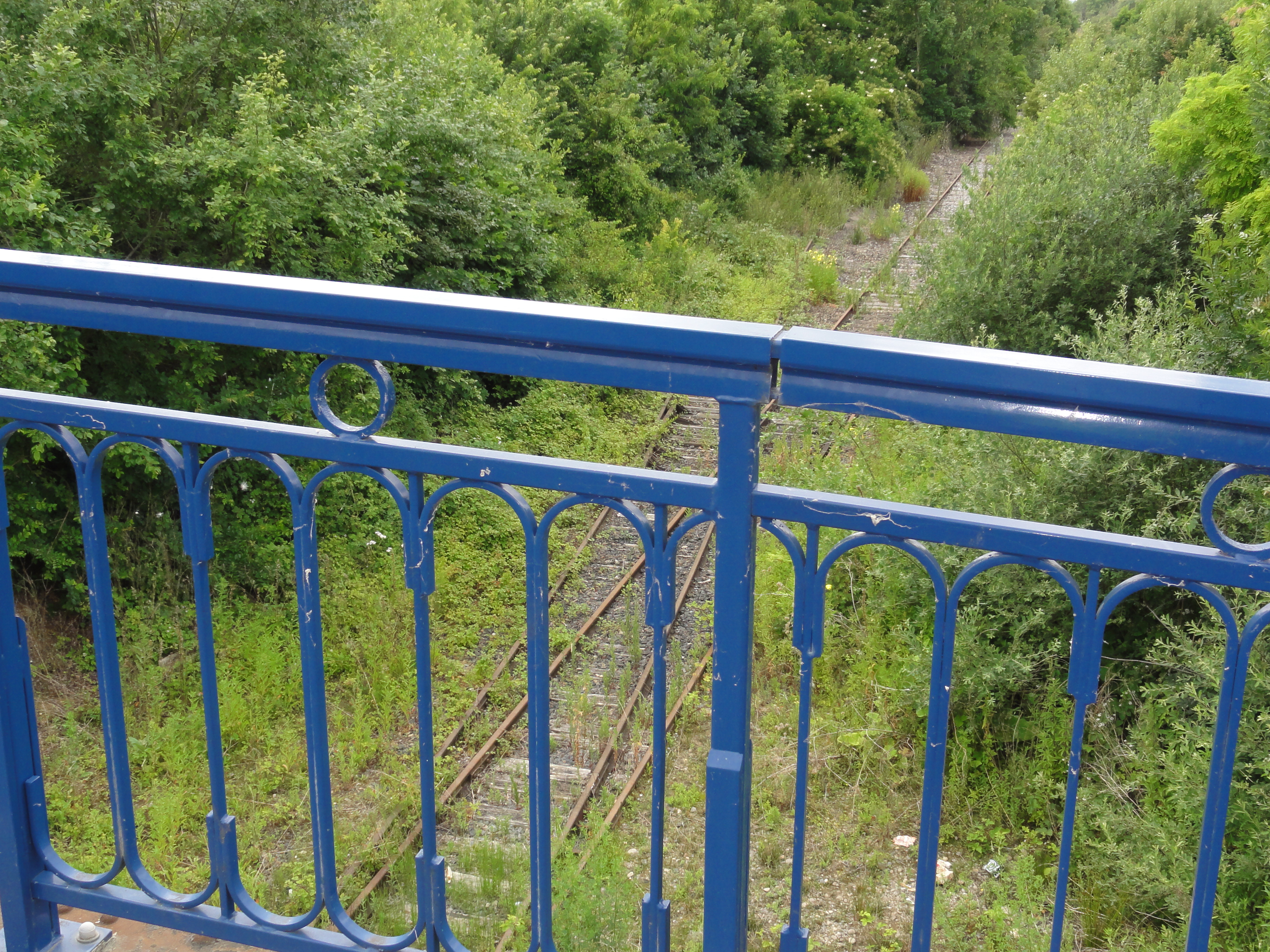
Viaduc sur l'ancienne voie ferrée.

### Hydrographie
La commune est située dans le bassin Seine-Normandie. Elle n'est drainée par aucun cours d'eaComme Soissons, Villeneuve est sur la rive gauche (côté sud) de la rivière Aisne, qui marque la limite nord de la commune sur 5,2 km. Sur cette partie de son parcours, l'Aisne forme vers le nord un large méandre long de 2,8 km ; le trajet en bateau est raccourci par un chenal artificiel de 835 m de long qui se termine à  l'ouest par une écluse. Dans la boucle du fleuve ainsi entourée d'eau de toutes parts, appelée le Fond du Ham, une dizaine de captages d'eau ont été installés à côté d'un étang de 4,2 ha,,.

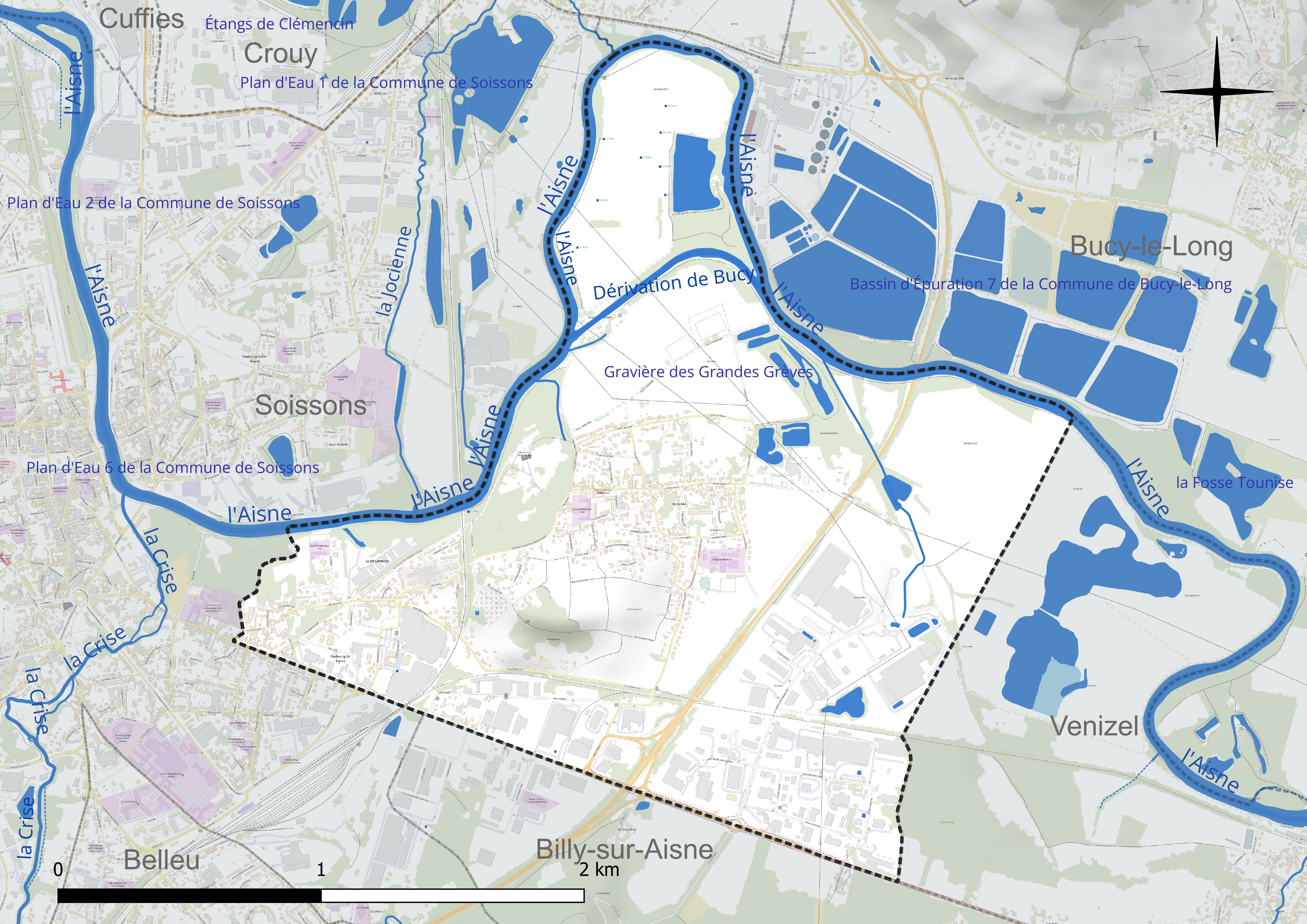
Réseau hydrographique de Villeneuve-Saint-Germain.

Deux plans d'eau complètent le réseau hydrographique : la gravière des Grandes Grèves (0,9 ha) et le plan d'eau du Fond du Ham (4,1 ha),.

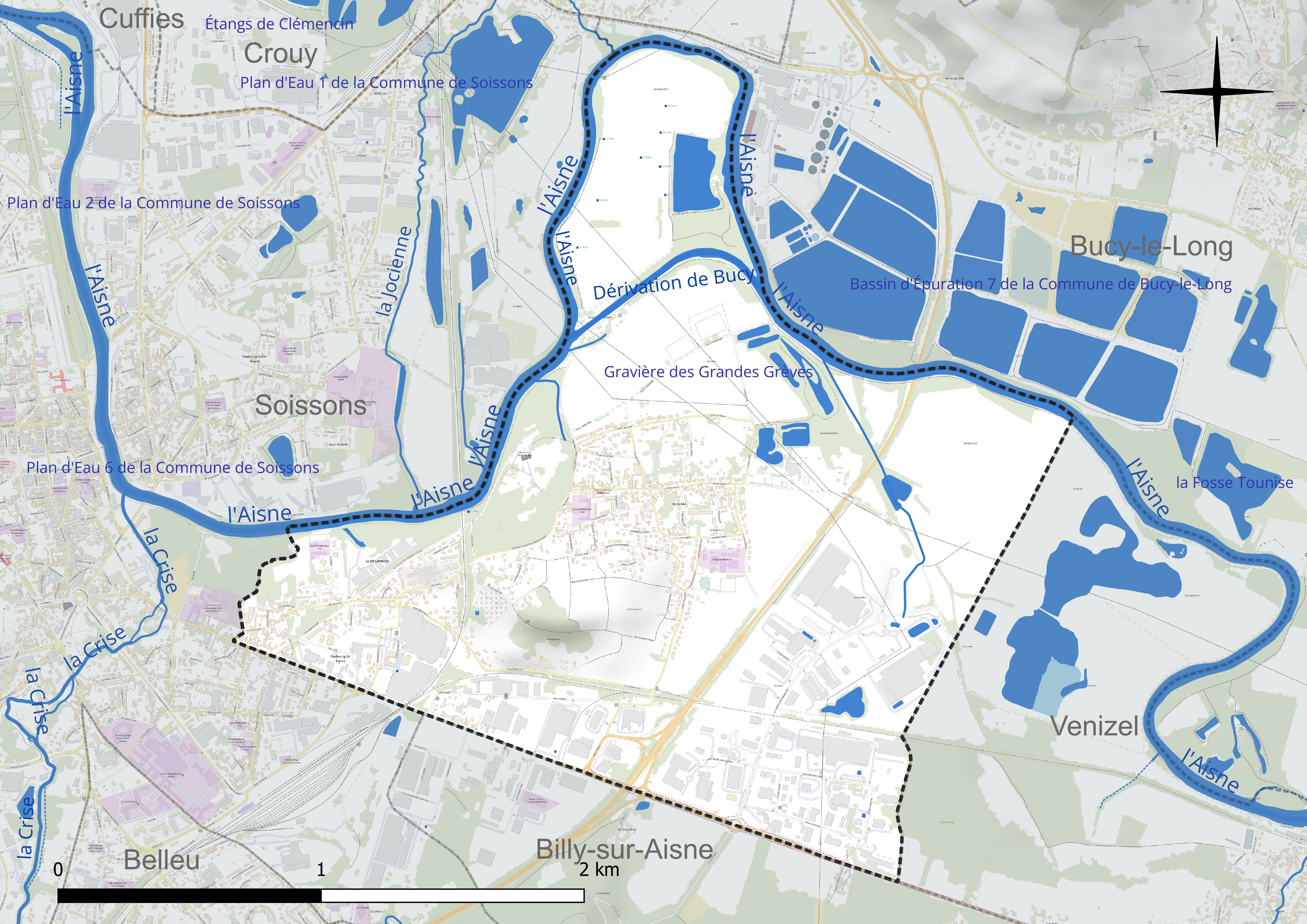
Réseau hydrographique de Villeneuve-Saint-Germain.

### Climat
Pour des articles plus généraux, voir Climat des Hauts-de-France et Climat de l'Aisne.
En 2010, le climat de la commune est de type climat océanique dégradé des plaines du Centre et du Nord, selon une étude du CNRS s'appuyant sur une série de données couvrant la période 1971-2000. En 2020, Météo-France publie une typologie des climats de la France métropolitaine dans laquelle la commune est exposée à un climat océanique altéré et est dans la région climatique Nord-est du bassin Parisien, caractérisée par un ensoleillement médiocre, une pluviométrie moyenne régulièrement répartie au cours de l'année et un hiver froid (3 °C).
Pour la période 1971-2000, la température annuelle moyenne est de 10,4 °C, avec une amplitude thermique annuelle de 15 °C. Le cumul annuel moyen de précipitations est de 702 mm, avec 11,4 jours de précipitations en janvier et 8,4 jours en juillet. Pour la période 1991-2020, la température moyenne annuelle observée sur la station météorologique la plus proche, située sur la commune de Braine à 13 km à vol d'oiseau, est de 11,3 °C et le cumul annuel moyen de précipitations est de 662,7 mm,. Pour l'avenir, les paramètres climatiques de la commune estimés pour 2050 selon différents scénarios d'émission de gaz à effet de serre sont consultables sur un site dédié publié par Météo-France en novembre 2022.

## Urbanisme

### Typologie
Au 1er janvier 2024, Villeneuve-Saint-Germain est catégorisée ceinture urbaine, selon la nouvelle grille communale de densité à 7 niveaux définie par l'Insee en 2022.
Elle appartient à l'unité urbaine de Soissons, une agglomération intra-départementale dont elle est une commune de la banlieue,. Par ailleurs la commune fait partie de l'aire d'attraction de Soissons, dont elle est une commune de la couronne,. Cette aire, qui regroupe 92 communes, est catégorisée dans les aires de 50 000 à moins de 200 000 habitants,.

### Occupation des sols
L'occupation des sols de la commune, telle qu'elle ressort de la base de données européenne d'occupation biophysique des sols Corine Land Cover (CLC), est marquée par l'importance des territoires artificialisés (57,9 % en 2018), en augmentation par rapport à 1990 (45,5 %). La répartition détaillée en 2018 est la suivante : 
terres arables (35,2 %), zones industrielles ou commerciales et réseaux de communication (28,3 %), zones urbanisées (24,3 %), espaces verts artificialisés, non agricoles (5,3 %), forêts (4,1 %), prairies (2,7 %).
L'évolution de l'occupation des sols de la commune et de ses infrastructures peut être observée sur les différentes représentations cartographiques du territoire : la carte de Cassini (XVIIIe siècle), la carte d'état-major (1820-1866) et les cartes ou photos aériennes de l'IGN pour la période actuelle (1950 à aujourd'hui).

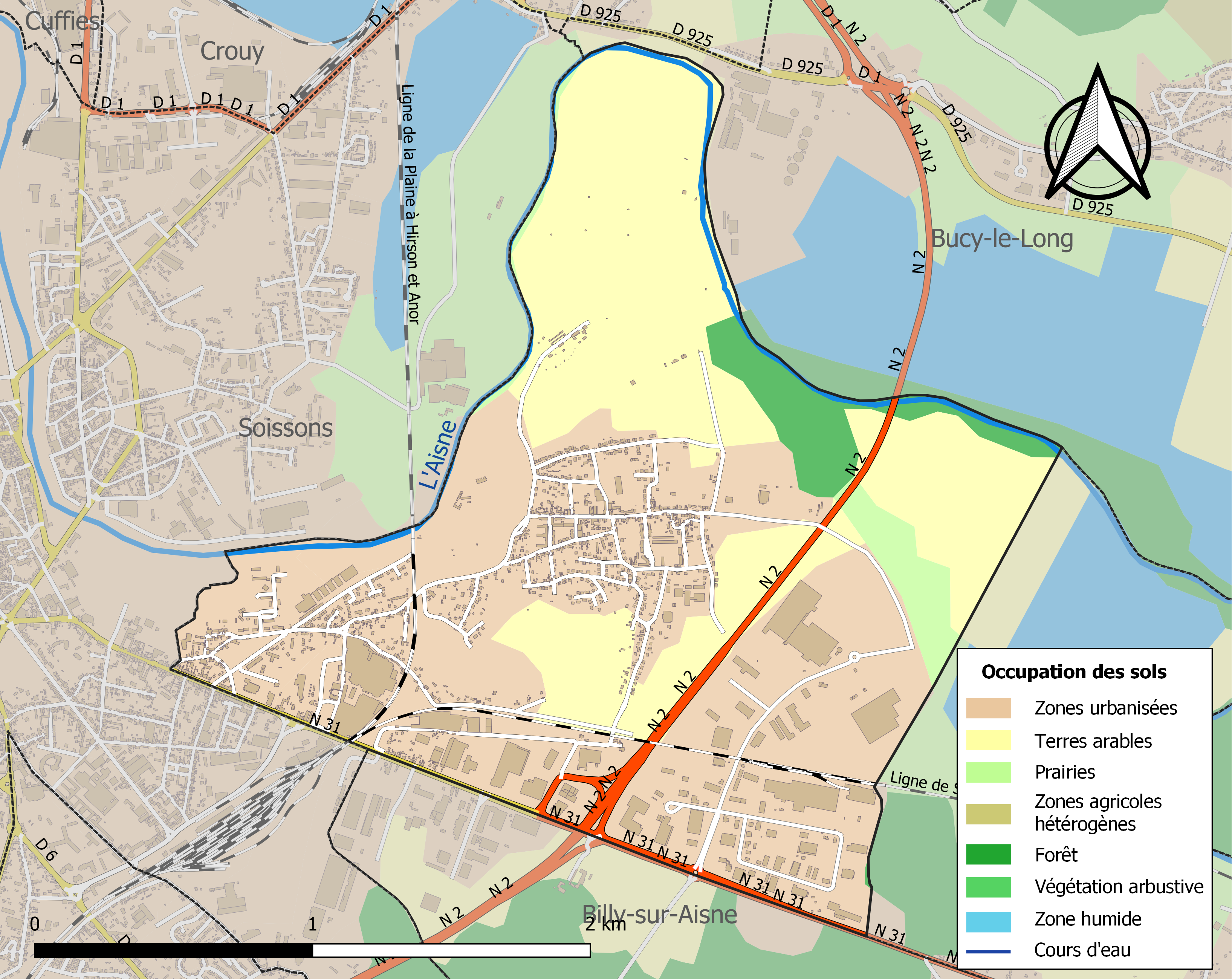
Carte de l'occupation des sols de la commune en 2018 (CLC).

## Toponymie
Le nom de la localité est attesté sous les formes Villanova (1147) ; Villenuefve (1352) ; Villeneuve-emprès-Soissons (1390) ; Villenefve (1398) ; « Monastère des Célestins de la Sainte-Trinité de Villenueve-les-Notre-Cité » (1406) ; Villenuefve-emprès-Soissons (1408) ; « Monastère de la Saincte-Trinité-de-Villenefve-lez-Soissons » (1410) ; Villeneuve-lez-Soissons (1444) ; Villeneuve (1498) ; Villeneufve (1513) ; Villeneuves-les-Soissons (1559).

De l'oïl « ville » et l'adjectif féminin « neuve ».

Le terme de Villeneuve renvoie aux localités créées au Moyen Âge par un seigneur pour valoriser son fief.
Saint-Germain, ancien hameau de la commune, est attesté sous les formes Altare de Sancto-Germano (1129) ; Saint-Germain-lez-Soissons (1695) ; Saint-Germain-les-Soissons (1711).

Saint-Germain est un hagiotoponyme qui ferait référence à Germain d'Auxerre.

## Histoire

### Protohistoire
Néolithique ancien
En 1973, l'ouverture d'une carrière au lieu-dit les Grèves a permis à Michel Boureux de découvrir trois plans de maisons du Néolithique de tradition danubienne (culture rubanée) ainsi que les structures de fondations gauloises.
Villeneuve-Saint-Germain a donné son nom au groupe de Villeneuve-Saint-Germain ou « le Villeneuve-Saint-Germain », groupe culturel du Néolithique.
En 2006, lors de la construction d'un bâtiment, une fouille a permis la découverte de deux puits à eau néolithiques et de plusieurs fosses dépotoirs d'époque gauloise.
La Tène
La découverte de l'oppidum de Villeneuve-Saint-Germain (la Tène) remonte au XIXe siècle, entre 1861 et 1880. Cet oppidum appartenant au peuple des Suessions. Il couvre une centaine d'hectares parmi lesquels seuls 3 ha ont été fouillés. Une partie non quantifiable de l'oppidum est à ce jour définitivement détruite.

### Antiquité
En -57 se déroule à proximité le siège de Noviodunum, peut-être l'oppidum de Pommiers, par les troupes de César. Lors de son récit de l'événement Jules César évoque le roi des Suessions, Diviciacos, et son successeur, Galba.

### Époque contemporaine
Le village a été décoré de la Croix de guerre 1914-1918, le 21 octobre 1920.

## Politique et administration

### Découpage territorial
La commune de Villeneuve-Saint-Germain est membre de l'intercommunalité GrandSoissons Agglomération, un établissement public de coopération intercommunale (EPCI) à fiscalité propre créé le 29 décembre 1999 dont le siège est à Cuffies. Ce dernier est par ailleurs membre d'autres groupements intercommunaux.
Sur le plan administratif, elle est rattachée à l'arrondissement de Soissons, au département de l'Aisne et à la région Hauts-de-France. Sur le plan électoral, elle dépend du  canton de Soissons-1 pour l'élection des conseillers départementaux, depuis le redécoupage cantonal de 2014 entré en vigueur en 2015, et de la quatrième circonscription de l'Aisne  pour les élections législatives, depuis le dernier découpage électoral de 2010.

### Liste des maires
| Période                                  | Période                     | Identité           | Étiquette | Qualité |
| ---------------------------------------- | --------------------------- | ------------------ | --------- | --- |
| Les données manquantes sont à compléter. |                             |                    |           | |
| 1956                                     | 1959                        | Fernand MIETTE     |           | Ancien Gendarme à cheval                                                                                       |
| 1959                                     | 1965                        | Louis DETREZ       |           | |
| 1965                                     | 1971                        | Wilfrid Lanoisellé |           | |
| 1971                                     | 1977                        | Wilfrid Lanoisellé |           | |
| 1977                                     | 1983                        | Jacques VIVIER     |           | |
| 1983                                     | 1989                        | Jacques VIVIER     | PCF       | |
| mars 1989                                | 1995                        | Claude Péchon      | PS        | |
| 1995                                     | mars 2001                   | Claude Péchon      | PS        | |
| mars 2001                                | 2008                        | Alain RAVERDY      | DVD       | |
| 2008                                     | 2014                        | Alain RAVERDY      | DVD       | |
| 2014                                     | septembre 2019              | Alain RAVERDY      | DVD       | Retraité de l'agriculture Vice-président de la CA GrandSoissons Agglomération (2014 → 2017) Décédé en fonction |
| septembre 2019,                          | En cours (au 19 avril 2023) | Alex Désumeur      |           | Retraité Vice-président de la CA GrandSoissons Agglomération (2020 → ) Réélu pour le mandat 2020-2026          |

## Population et société

### Démographie
L'évolution du nombre d'habitants est connue à travers les recensements de la population effectués dans la commune depuis 1793. Pour les communes de moins de 10 000 habitants, une enquête de recensement portant sur toute la population est réalisée tous les cinq ans, les populations de référence des années intermédiaires étant quant à elles estimées par interpolation ou extrapolation. Pour la commune, le premier recensement exhaustif entrant dans le cadre du nouveau dispositif a été réalisé en 2008.

En 2022, la commune comptait 2 585 habitants, en évolution de +2,7 % par rapport à 2016 (Aisne : −1,97 %, France hors Mayotte : +2,11 %).
| 1793 | 1800 | 1806 | 1821 | 1831 | 1836 | 1841 | 1846 | 1851 |
| ---- | ---- | ---- | ---- | ---- | ---- | ---- | ---- | ---- |
| 354  | 378  | 349  | 309  | 355  | 345  | 348  | 395  | 366  |

| 1856 | 1861 | 1866 | 1872 | 1876 | 1881 | 1886 | 1891 | 1896 |
| ---- | ---- | ---- | ---- | ---- | ---- | ---- | ---- | ---- |
| 406  | 482  | 509  | 556  | 599  | 645  | 616  | 688  | 764  |

| 1901 | 1906  | 1911  | 1921 | 1926  | 1931  | 1936  | 1946  | 1954  |
| ---- | ----- | ----- | ---- | ----- | ----- | ----- | ----- | ----- |
| 912  | 1 126 | 1 132 | 855  | 1 347 | 1 386 | 1 415 | 1 323 | 1 581 |

| 1962  | 1968  | 1975  | 1982  | 1990  | 1999  | 2006  | 2008  | 2013  |
| ----- | ----- | ----- | ----- | ----- | ----- | ----- | ----- | ----- |
| 1 850 | 2 783 | 2 919 | 2 833 | 2 580 | 2 312 | 2 401 | 2 425 | 2 512 |

| 2018  | 2022  | - | - | - | - | - | - | - |
| ----- | ----- | - | - | - | - | - | - | - |
| 2 464 | 2 585 | - | - | - | - | - | - | - |

### Enseignement
- Écoles du groupe scolaire Jean-Macé
  - Primaire
  - Maternelle
- Écoles du groupe scolaire Jean-Zay
  - Primaire
  - Maternelle
- Collège Louise-Michel

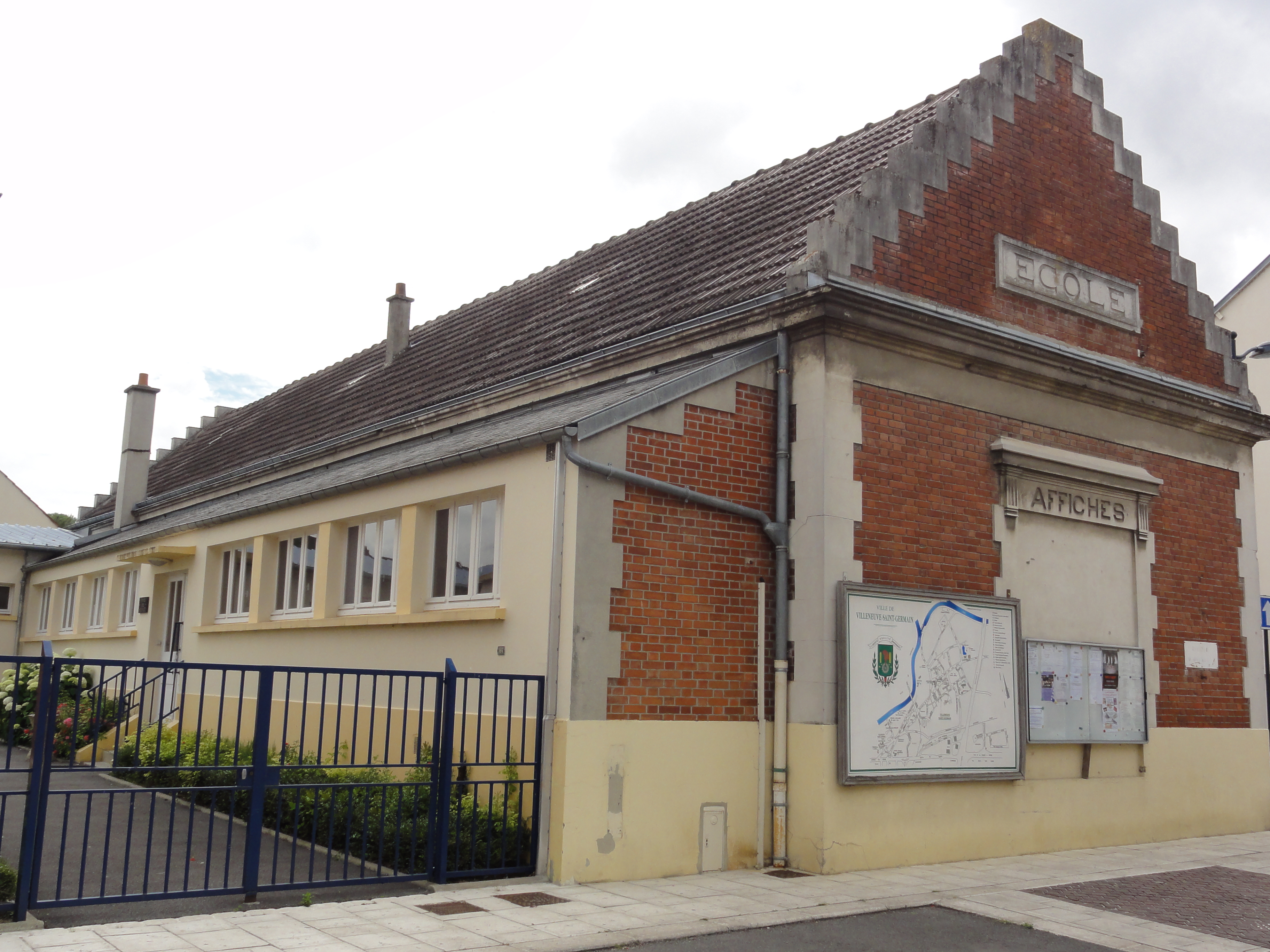
École voisinant la mairie.
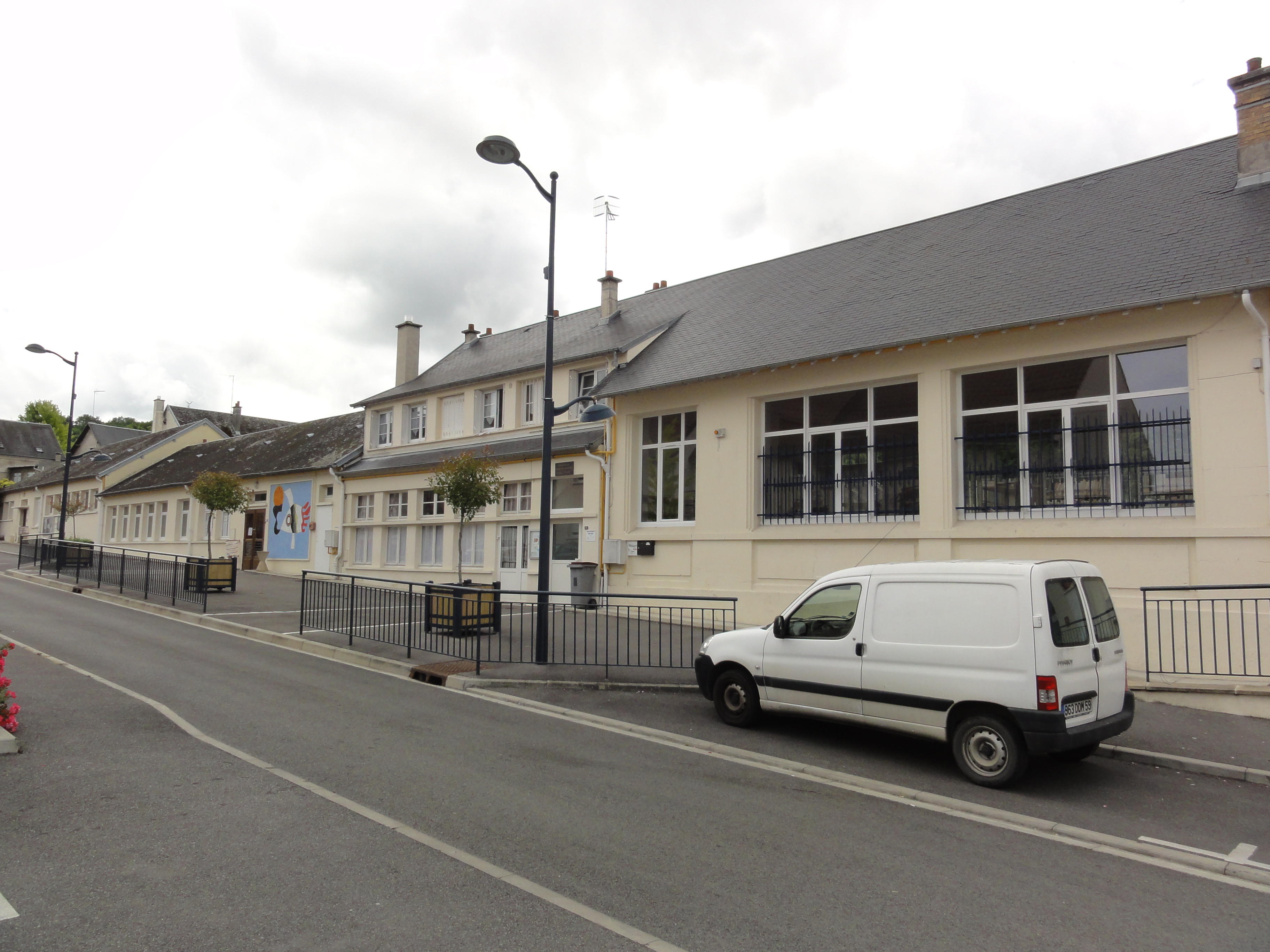
École et bibliothèque, groupe scolaire Jean-Macé.
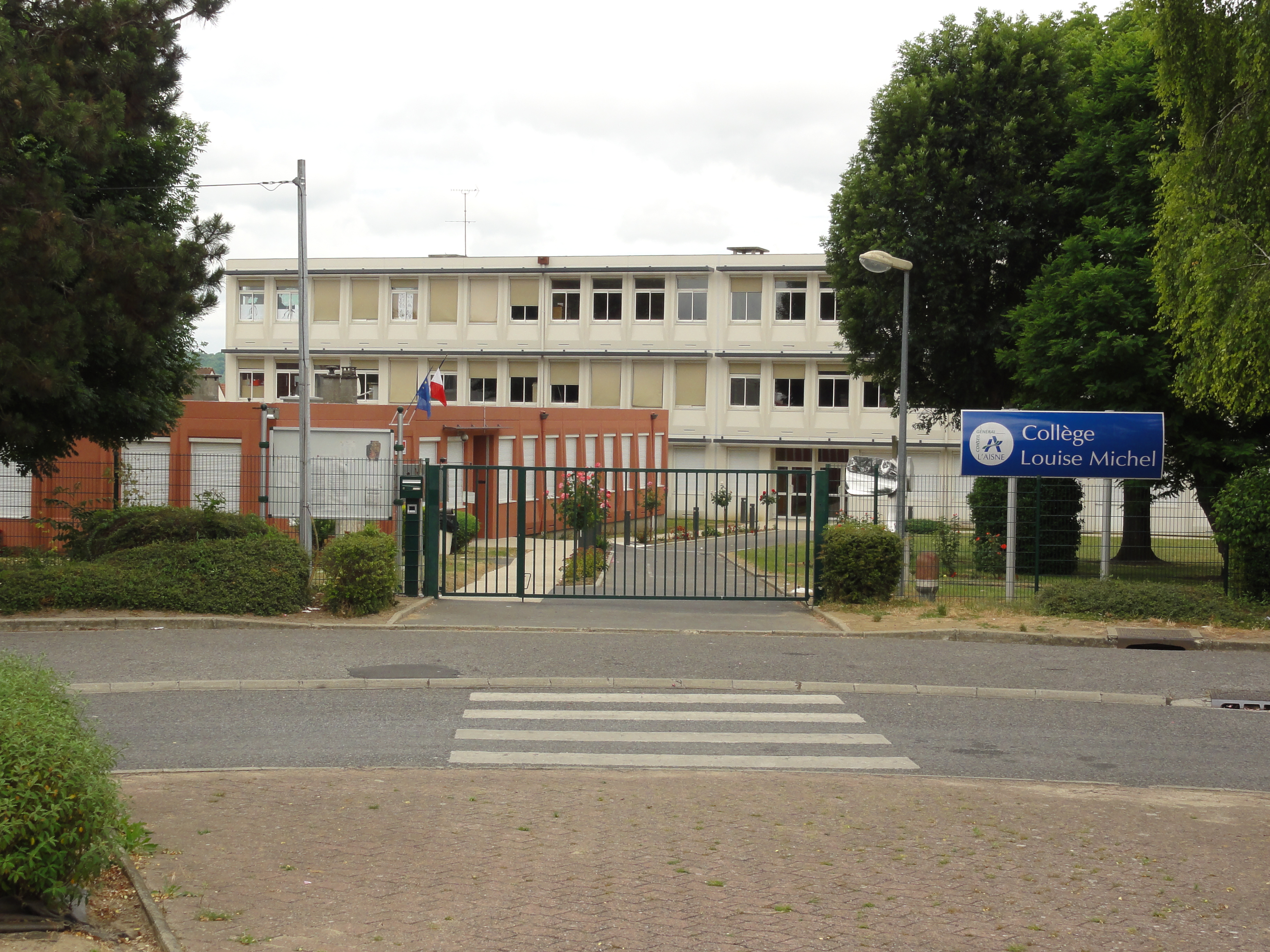
Collège Louise-Michel.

## Économie
L'une des entreprises de la commune est le logisticien Kuehne+Nagel, qui, en 2021, emploie sur le site de Villeneuve 70 salariés,.
La manufacture Triangle Hifi y conçoit ses enceintes acoustiques depuis les années 2000.

## Culture locale et patrimoine

### Lieux et monuments
- Village néolithique au lieu-dit  les Grèves. Groupe culturel néolithique connu sous le nom du Groupe de Villeneuve-Saint-Germain.
- Oppidum de Villeneuve-Saint-Germain.
- Église Saint-Germain sur le plateau.
- Chapelle de Villeneuve-Saint-Germain.
- Le carré militaire Villeneuve-Saint-Germain.

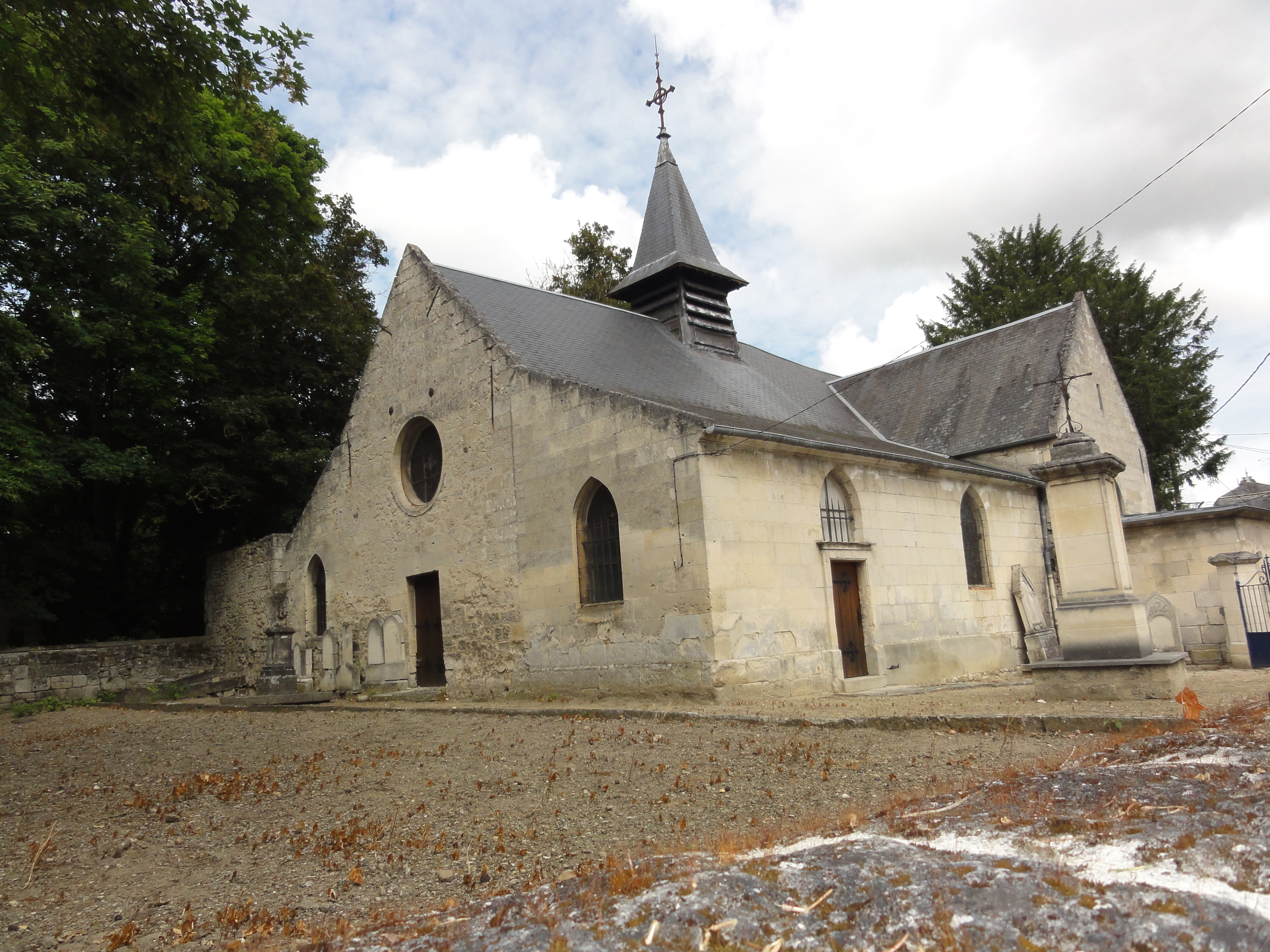
Église Saint-Germain dans la ville haute.
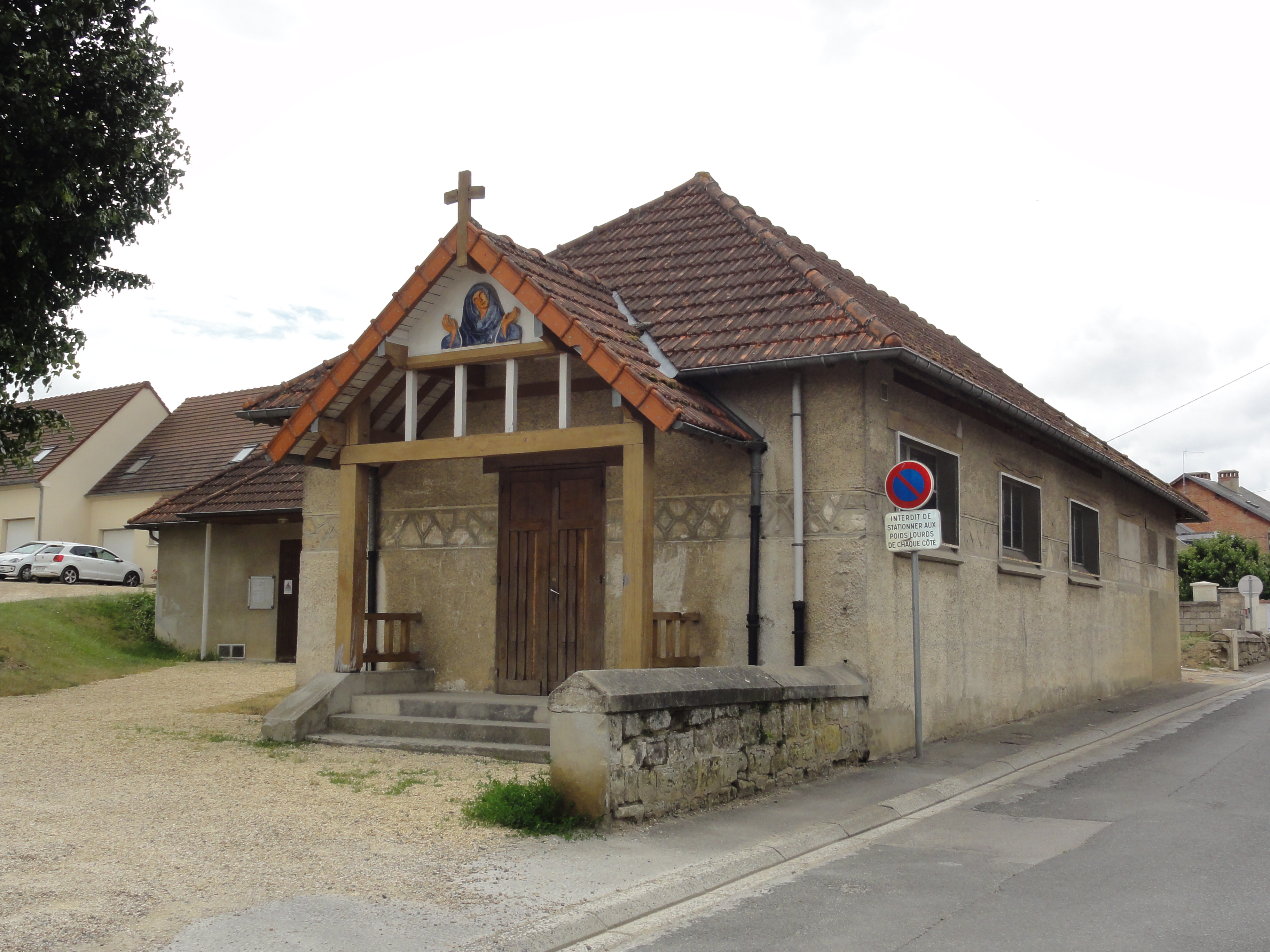
Chapelle dans la ville basse.
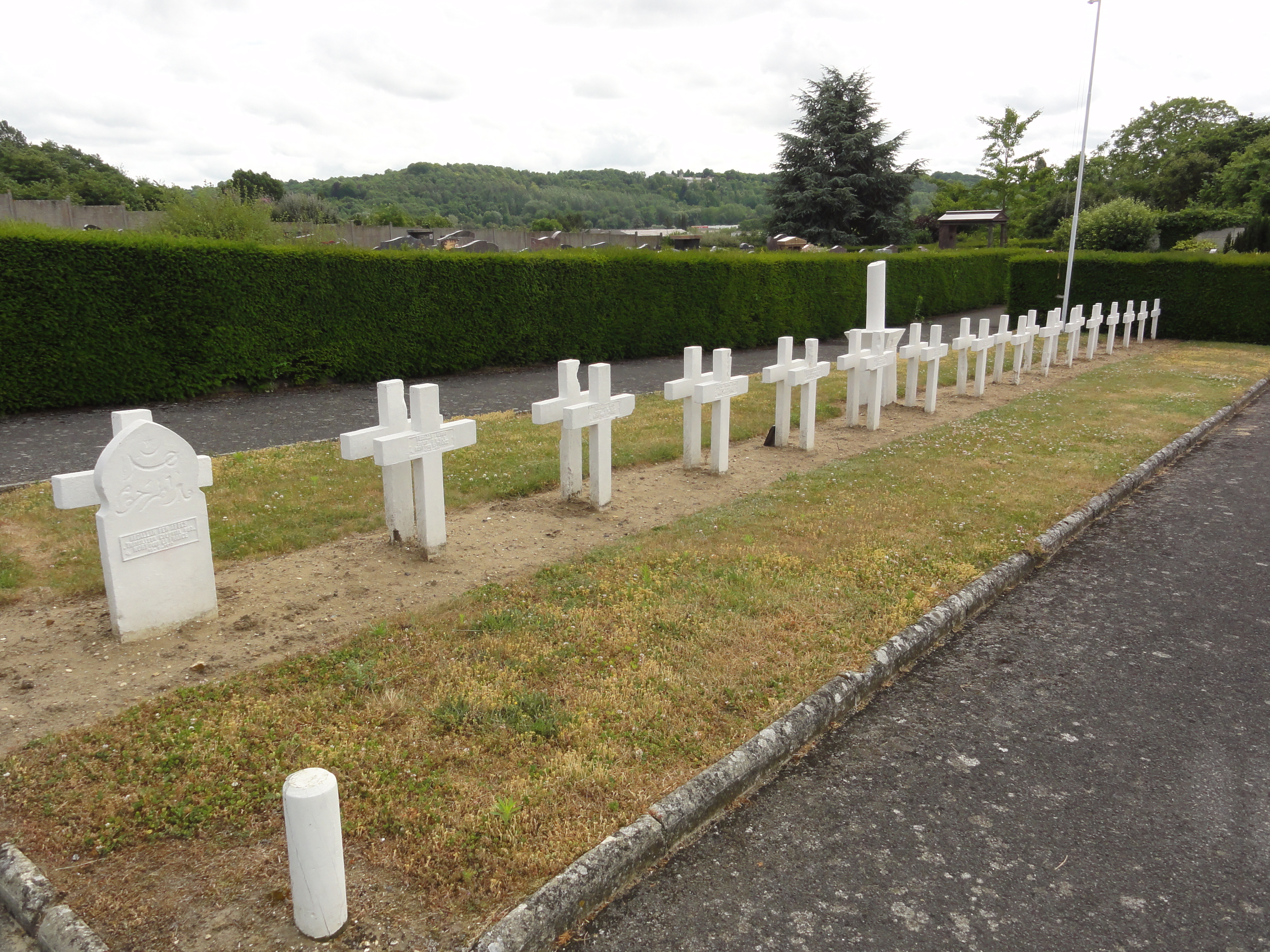
Le carré militaire.
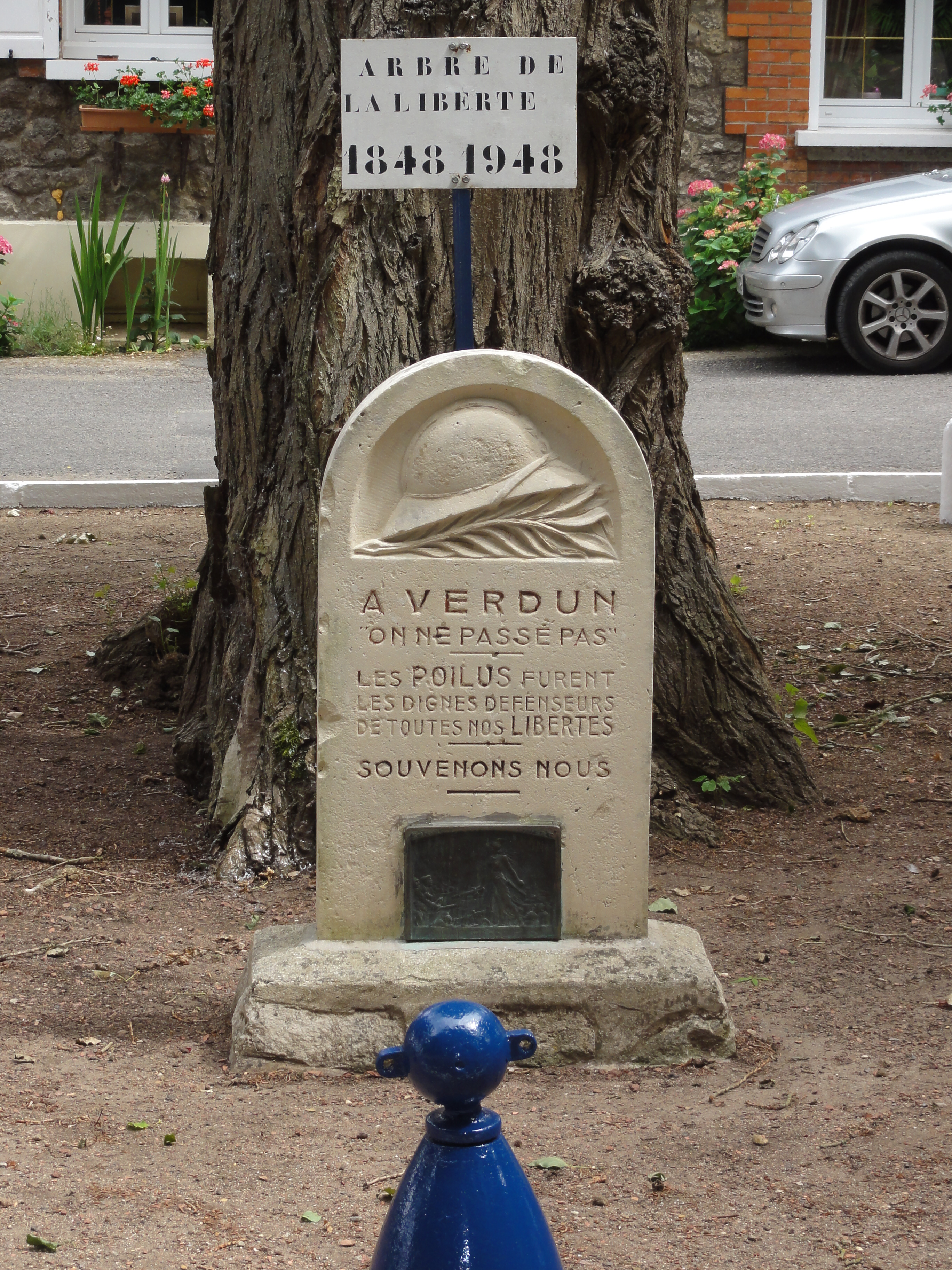
Mémorial de Verdun au pied de l'arbre de la liberté.

### Personnalités liées à la commune
- Charles François Dulauloy (1761-1832), comte de Randon, général des armées de la République et de l'Empire, est décédé dans cette commune.

### Héraldique
| Blason de Villeneuve-Saint-Germain | Blason  | De sinople à la roue dentée d'argent posée en pointe, accostée de deux épis de blé tigés et feuillés d'or, et au bonnet phrygien de gueules* brochant partiellement en pointe sur la roue dentée. * Il y a là non-respect de la règle de contrariété des couleurs : ces armes sont fautives. Ornements extérieursCroix de guerre 1914-1918 |
| Blason de Villeneuve-Saint-Germain | Détails | Le statut officiel du blason reste à déterminer. |